# Pasquale Balsamo
Pasquale Balsamo (Foggia, 4 settembre 1924 – Roma, 29 settembre 2005) è stato un partigiano e giornalista italiano.
Fu uno dei gappisti che il 23 marzo 1944 compirono l'attentato di via Rasella a Roma.

## Biografia
Studente diciannovenne, il 23 marzo 1944, nell'attacco contro il Polizeiregiment "Bozen" di via Rasella, svolse il ruolo di tramite tra i comandanti Carlo Salinari e Franco Calamandrei, Rosario Bentivegna che avrebbe innescato l'esplosivo, le staffette e i gruppi di fuoco che sarebbero intervenuti successivamente. Secondo la ricostruzione di Bentivegna, Balsamo allontanò un gruppo di ragazzini dal luogo dell'esplosione calciando via il loro pallone. Il comandante delle SS a Roma Herbert Kappler avrebbe in seguito espresso il suo rammarico per la mancata cattura:
Il 7 aprile partecipò a un fallito attentato contro Vittorio Mussolini presso il suo appartamento di via Lima, sventato dal passaggio di un'auto della polizia. Dopo l'arresto, scambiati per rapinatori comuni anche grazie all'intervento in questura di agenti legati alla Resistenza, i partigiani non furono consegnati ai tedeschi e si salvarono. Come protezione, Balsamo fu anche ricoverato per un periodo in un manicomio. Dopo la liberazione di Roma, insieme ad altri gappisti romani, si arruolò nel 21º reggimento di fanteria "Cremona", venendo decorato con la medaglia di bronzo e la croce di guerra al valor militare.
Iscrittosi all'ordine dei giornalisti nel 1947, scrisse per l'Unità fino al 1961, quando fu nominato dirigente all'Automobile Club d'Italia ed iniziò a collaborare alla rivista L'Automobile, della quale divenne redattore capo nel 1966, condirettore responsabile nel 1969 e direttore nel 1975, dopo la scomparsa di Giovanni Canestrini. Fu sua l'invenzione per la Rai della trasmissione radio Onda Verde. Ha pubblicato una Storia della Costituzione raccontata da Umberto Terracini.